# Tres Cimas de Lavaredo
Las Tres Cimas de Lavaredo (Tre Cime di Lavaredo en italiano; Drei Zinnen, en idioma alemán) son tres distintivos picos con forma de merlones o almenas localizados en las regiones italianas de Trentino-Alto Adigio y Véneto, en las provincias de Bolzano y Belluno. Están en los Dolomitas de Auronzo, en el noreste de Italia. Son probablemente uno de los grupos montañosos más conocidos de los Alpes. Los tres picos, de este a oeste, son:
- Cima Piccola/Kleine Zinne ("pico pequeño")
- Cima Grande/Große Zinne ("pico grande")
- Cima Ovest/Westliche Zinne ("pico occidental").

Los picos están compuestos por dolomías de la formación de Dolomia Principale (Hauptdolomit), del Carniense al Rhaetiense, como muchos otros grupos en los Dolomitas (p.e., el Tofane, Pelmo o las Cinco Torres). 
Hasta 1919, los picos formaban parte de la frontera entre Italia y Austria. Ahora quedan en la frontera entre las provincias italianas de Bolzano-Bozen y Belluno y todavía son parte de la frontera lingüística entre las mayorías de habla italiana y de habla alemana. La Cima Grande tiene una altura de 2.999 metros. Se alza entre la Cima Piccola, con 2.857 m, y la Cima Ovest, con 2.973 m.

## Primeros ascensos
El primer ascenso de la Cima Grande fue el 21 de agosto de 1869, por Paul Grohmann con los guías Franz Innerkofler y Peter Salcher. La Cima Ovest fue ascendida por vez primera exactamente diez años después, el 21 de agosto de 1879, por Michel Innerkofler con G. Ploner, un turista. La Cima Piccola fue ascendida por vez primera el 25 de julio de 1881, por Michel y Hans Innerkofler. Las rutas de estos tres primeros ascensos son todavía rutas normales de ascenso; la ruta de la Cima Piccola es la más difícil de las tres.
Emilio Comici fue el primero que escaló la cara norte de la Cima Grande en 1933 en una partida de tres, después de una ascensión que duró tres días y dos noches. Esta cara norte, en parte descolgada, es considerada por los escaladores como una de las grandes caras norte de los Alpes.

## Turismo

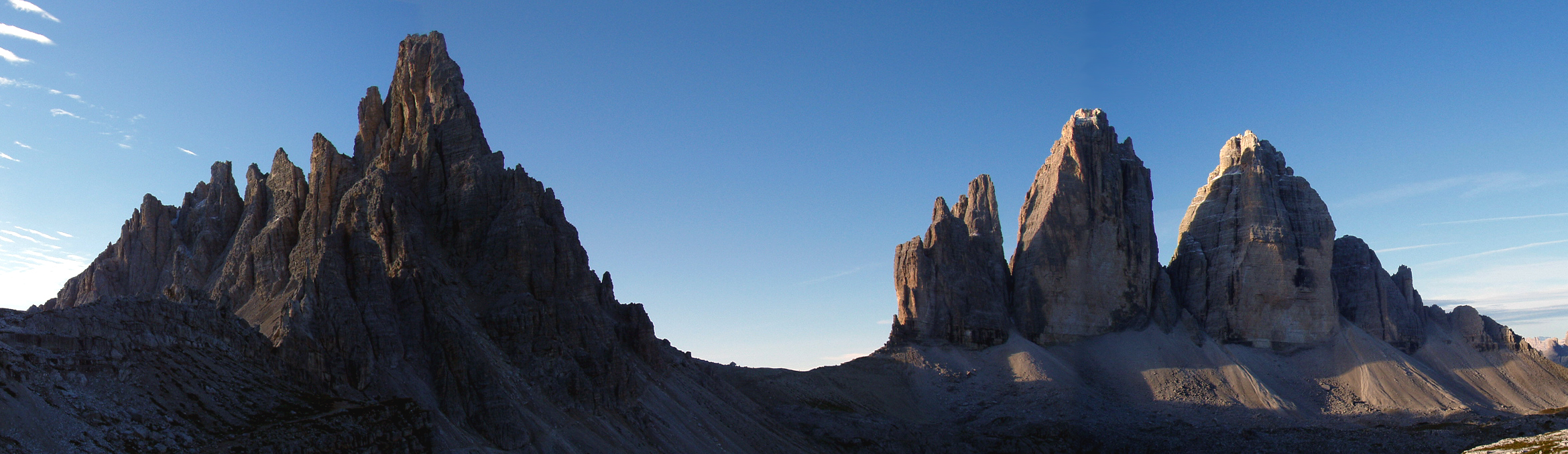
Vista de Paternkofel/Monte Paterno (izquierda) y las Tres Cimas

Numerosas rutas llevan desde los municipios que lo rodean alrededor de los picos. La ruta más común va desde Paternkofel/Monte Paterno al refugio Auronzo a 2.333 m (7,654 ft), sobre Paternsattel (paso de Patern) al refugio alpino de Dreizinnenhütte/Locatelli a 2.405 m (7,890 ft), y luego a los picos. Hay también otras rutas.
Puesto que la línea del frente entre Italia y Austria durante la Primera Guerra Mundial corría a través de estas montañas, hay una serie de fortificaciones, cavernas hechas por el hombre, y placas conmemorativas en la zona.
Entre los municipios cercanos se encuentran Auronzo di Cadore Toblach/Dobbiaco, Sexten/Sesto, y Pustertal.

## Ciclismo
El Rifugio Auronzo en las Tres Cimas de Lavaredo ha sido final de etapa del Giro de Italia en siete oportunidades. La subida comienza en Misurina a 1.760 m s. n. m. y en unos 7 kilómetros se llega hasta el refugio a una altitud de 2300. El último tramo tiene un desnivel de 477 metros en menos de 4 km para una pendiente media superior al 12% y picos de hasta el 18%. La primera vez que se ascendió fue en 1967, etapa ganada por Felice Gimondi. Además, ha sido Cima Coppi en cinco de esos siete finales.
A continuación se listan los ciclistas que llegaron en primera posición en las Tres cimas de Lavaredo en las diferentes ediciones del Giro de Italia:
| Año  | Nombre             | País     |
| ---- | ------------------ | -------- |
| 1967 | Felice Gimondi     | Italia   |
| 1968 | Eddy Merckx        | Bélgica  |
| 1974 | José Manuel Fuente | España   |
| 1981 | Beat Breu          | Suiza    |
| 1989 | Lucho Herrera      | Colombia |
| 2007 | Riccardo Riccò     | Italia   |
| 2013 | Vincenzo Nibali    | Italia   |
| 2023 | Santiago Buitrago  | Colombia |